# Classificação por pontos na Volta a Itália
A classificação por pontos do Giro d'Italia foi instaurada em 1966, sendo uma das classificações secundárias do Giro d'Italia. É uma classificação que não tem em conta o tempo, senão o lugar de chegada à meta.
De 1967 a 1969, o líder da classificação por pontos trouxe um maillot vermelho, mas a partir de 1970 a cor distintiva do maillot foi o malva, sendo chamado maillot ciclamino. A partir de 2010 recuperou-se a cor vermelha e denominou-se maglia rosso passione.
Em 2017, o Giro 100, voltou a ser a maglia ciclamino com a cor da flor que leva dito nome.

## Regulamento
A maglia ciclamino atribui-se ao final da cada etapa para o corredor que tenha acumulado mais pontos na meta final e nos sprints, que atribuem menos pontos. No passado, 1989-2005, valiam para o Intergiro.
A partir de 2016, os pontos obtidos ao final da cada etapa variam em função da altitude da etapa: uma parte dos velocistas atribui mais pontos (para favorecer na conquista do maillot vermelho) que uma parte adequada dos escaladores. As etapas, a excepção do tempo de equipa que não se outorgam pontos, se dividem em cinco categorias (A, B, C, D, E).
Pontuação no final de etapa
|                         |                         | 1º | 2º | 3º | 4º | 5º | 6º | 7º | 8º | 9º | 10º | 11º | 12º | 13º | 14º | 15º |
| ----------------------- | ----------------------- | -- | -- | -- | -- | -- | -- | -- | -- | -- | --- | --- | --- | --- | --- | --- |
| Etapa plana             | etapa plana             | 50 | 35 | 25 | 18 | 14 | 12 | 10 | 8  | 7  | 6   | 5   | 4   | 3   | 2   | 1   |
| Etapa em media montanha | etapa em media montanha | 25 | 18 | 12 | 8  | 6  | 5  | 4  | 3  | 2  | 1   |     |     |     |     |     |
| Etapa de alta montanha  | etapa de alta montanha  | 15 | 12 | 9  | 7  | 6  | 5  | 4  | 3  | 2  | 1   |     |     |     |     |     |
| Contrarreloj            | prólogo/contrarrelógio  | 15 | 12 | 9  | 7  | 6  | 5  | 4  | 3  | 2  | 1   |     |     |     |     |     |

Pontuação nos sprints intermediários
|                         |                         | 1º | 2º | 3º | 4º | 5º | 6º | 7º | 8º |
| ----------------------- | ----------------------- | -- | -- | -- | -- | -- | -- | -- | -- |
| Etapa plana             | etapa plana             | 20 | 12 | 8  | 6  | 4  | 3  | 2  | 1  |
| Etapa em media montanha | etapa em media montanha | 10 | 6  | 3  | 2  | 1  |    |    |    |
| Etapa de alta montanha  | etapa de alta montanha  | 8  | 4  | 1  |    |    |    |    |    |

## Palmarés
| Anno             | Corredores               | Equipa                   | Pontos | Outras classificações     |
| ---------------- | ------------------------ | ------------------------ | ------ | ------------------------- |
| 1966             | Gianni Motta             | Molteni                  | 228    | Geral                     |
| Maglia rossa     |                          |                          |        |                           |
| 1967             | Dino Zandegù             | Salvarani                | 200    | -                         |
| 1968             | Eddy Merckx              | Faema                    | 198    | Geral e Montanha          |
| Maglia ciclamino |                          |                          |        |                           |
| 1969             | Franco Bitossi           | Filotex                  | 182    | -                         |
| 1970             | Franco Bitossi           | Filotex                  | 252    | -                         |
| 1971             | Marinho Basso            | Molteni                  | 181    | -                         |
| 1972             | Roger De Vlaeminck       | Dreher                   | 264    | -                         |
| 1973             | Eddy Merckx              | Molteni                  | 237    | Geral                     |
| 1974             | Roger De Vlaeminck       | Brooklyn                 | 265    | -                         |
| 1975             | Roger De Vlaeminck       | Brooklyn                 | 346    | -                         |
| 1976             | Francesco Moser          | Sanson-Campagnolo        | 272    | -                         |
| 1977             | Francesco Moser          | Sanson-Campagnolo        | 226    | -                         |
| 1978             | Francesco Moser          | Sanson-Campagnolo        | 229    | -                         |
| 1979             | Giuseppe Saronni         | Scic                     | 275    | Geral                     |
| 1980             | Giuseppe Saronni         | Gis Gelati               | 301    | -                         |
| 1981             | Giuseppe Saronni         | Gis Gelati               | 215    | -                         |
| 1982             | Francesco Moser          | Famcucine                | 247    | -                         |
| 1983             | Giuseppe Saronni         | DelTongo-Colnago         | 223    | Geral                     |
| 1984             | Urs Freuler              | Atala                    | 178    | -                         |
| 1985             | Johan van der Velde      | Vini Ricordi-Pinarello   | 195    | -                         |
| 1986             | Guido Bontempi           | Carrera Jeans            | 167    | -                         |
| 1987             | Johan van der Velde      | Gis Gelati               | 175    | -                         |
| 1988             | Johan van der Velde      | Gis Gelati               | 154    | -                         |
| 1989             | Giovanni Fidanza         | Chateau d'Ax             | 172    | -                         |
| 1990             | Gianni Bugno             | Chateau d'Ax             | 195    | Geral                     |
| 1991             | Claudio Chiappucci       | Carrera Jeans            | 283    | -                         |
| 1992             | Mario Cipollini          | GB-MG Maglificio         | 236    | -                         |
| 1993             | Adriano Baffi            | Mercatone Um             | 228    | -                         |
| 1994             | Djamolidine Abdoujaparov | Team Polti               | 202    | Intergiro                 |
| 1995             | Tony Rominger            | Mapei-GB                 | 205    | Geral e Intergiro         |
| 1996             | Fabrizio Guidi           | Scrigno-Blue Storm       | 235    | Intergiro                 |
| 1997             | Mario Cipollini          | Saeco                    | 202    | -                         |
| 1998             | Mariano Piccoli          | Brescialat-Liquigas      | 194    | -                         |
| 1999             | Laurent Jalabert         | ONZE-Deutsche Bank       | 175    | -                         |
| 2000             | Dmitri Konyshev          | Fassa Bortolo            | 159    | -                         |
| 2001             | Massimo Strazzer         | Mobilvetta Design        | 177    | Intergiro e Combatividade |
| 2002             | Mario Cipollini          | Acqua & Sapone           | 184    | -                         |
| 2003             | Gilberto Simoni          | Saeco Macchine per Caffè | 154    | Geral                     |
| 2004             | Alessandro Petacchi      | Fassa Bortolo            | 250    | Combatividade             |
| 2005             | Paolo Bettini            | Quick Step-Innergetic    | 162    | -                         |
| 2006             | Paolo Bettini            | Quick Step-Innergetic    | 169    | Combatividade             |
| 2007             | Danilo Di Luca           | Liquigas-Bianchi         | 132    | Geral                     |
| 2008             | Daniele Bennati          | Liquigas                 | 189    | -                         |
| 2009             | Denis Menchov            | Rabobank                 | 138    | Geral                     |
| Maglia rossa     |                          |                          |        |                           |
| 2010             | Cadel Evans              | BMC Racing Team          | 150    | -                         |
| 2011             | Michele Scarponi         | Lampre-ISD               | 122    | Geral                     |
| 2012             | Joaquim Rodríguez        | Katusha Team             | 139    | -                         |
| 2013             | Mark Cavendish           | Omega Pharma-Quickstep   | 158    | -                         |
| 2014             | Nacer Bouhanni           | FDJ                      | 291    | -                         |
| 2015             | Giacomo Nizzolo          | Trek Factory Racing      | 181    | -                         |
| 2016             | Giacomo Nizzolo          | Trek-Segafredo           | 209    | -                         |
| Maglia ciclamino |                          |                          |        |                           |
| 2017             | Fernando Gaviria         | Quick-Step Floors        | 325    | -                         |

### Palmarés por corredor
| Pos. | Corredor            | País          | Nº de vitória | Anos                   |
| ---- | ------------------- | ------------- | ------------- | ---------------------- |
| 1    | Francesco Moser     | Itália        | 4             | 1976, 1977, 1978, 1982 |
|      | Giuseppe Saronni    | Itália        | 4             | 1979, 1980, 1981, 1983 |
| 3    | Roger De Vlaeminck  | Bélgica       | 3             | 1972, 1974, 1975       |
|      | Johan van der Velde | Países Baixos | 3             | 1985, 1987, 1988       |
|      | Mario Cipollini     | Itália        | 3             | 1992, 1997, 2002       |
| 6    | Eddy Merckx         | Bélgica       | 2             | 1968, 1973             |
|      | Franco Bitossi      | Itália        | 2             | 1969, 1970             |
|      | Paolo Bettini       | Itália        | 2             | 2005, 2006             |
|      | Giacomo Nizzolo     | Itália        | 2             | 2015, 2016             |

### Vencedores por país
| Pos. | País          | Vitórias | Último vencedor                 |
| ---- | ------------- | -------- | ------------------------------- |
| 1    | Itália        | 33       | Giacomo Nizzolo (2016)          |
| 2    | Bélgica       | 5        | Roger de Vlaeminck (1975)       |
| 3    | Países Baixos | 3        | Johan van der Velde (1988)      |
| 4    | França        | 2        | Nacer Bouhanni (2014)           |
| 4    | Rússia        | 2        | Denis Menchov (2009)            |
| 4    | Suíça         | 2        | Tony Rominger (1995)            |
| 7    | Austrália     | 1        | Cadel Evans (2010)              |
| 7    | Uzbequistão   | 1        | Djamolidine Abdoujaparov (1994) |
| 7    | Espanha       | 1        | Joaquim Rodríguez (2012)        |
| 7    | Reino Unido   | 1        | Mark Cavendish (2013)           |
| 7    | Colômbia      | 1        | Fernando Gaviria (2017)         |

## Azzurri de Itália
Esta classificação é similar à classificação por pontos. Atribui os pontos aos três primeiros classificados da cada etapa (4, 2 e 1 pontos). O líder da classificação não traz nenhum maillot distintivo, mas tem um prêmio final de 5.000 euros.

### Palmarés
| Any  | Ciclista            | Equipa                       | Pontos |
| ---- | ------------------- | ---------------------------- | ------ |
| 2001 | Mario Cipollini     | Saeco                        |        |
| 2002 | Mario Cipollini     | Acqua & Sapone-Cantina Tollo |        |
| 2003 | Gilberto Simoni     | Saeco                        |        |
| 2004 | Alessandro Petacchi | Fassa Bortolo                |        |
| 2005 | Alessandro Petacchi | Fassa Bortolo                |        |
| 2006 | Ivan Basso          | Team CSC                     |        |
| 2007 | Alessandro Petacchi | Team Milram                  |        |
| 2008 | Daniele Bennati     | Liquigas-Doimo               |        |
| 2009 | Danilo Di Luca      | LPR Brakes-Farnese Vini      |        |
| 2010 | Cadel Evans         | BMC                          | 11     |
| 2011 | José Rujano         | Androni Giocattoli           | 8      |
| 2012 | Mark Cavendish      | Team Sky                     | 14     |
| 2013 | Mark Cavendish      | Omega Pharma-Quickstep       | 20     |
| 2014 | Nacer Bouhanni      | FDJ                          | 14     |
| 2015 | Mikel Landa         | Astana Pro Team              | 10     |